# The Insider
The Insider är en amerikansk dramafilm från 1999 i regi av Michael Mann.

## Handling
Jeff Wigand (Russell Crowe) avskedas från sin position som chef för forskning och utveckling på det multinationella tobaksbolaget Brown & Williamson Tobacco Company när han protesterar mot att cancerframkallande ämnen tillförs i cigaretter för att medvetet skapa nikotinberoende. Han hotas att hålla tyst om det han vet och påminns ständigt om sitt sekretessavtal som ständigt utökas. Men hans samvete gör sig påmint, och när han kommer i kontakt med nyhetsproducenten Lowell Bergman (Al Pacino) på CBS News 60 Minutes går han med på att bli en visselblåsare, att berätta sin historia för allmänheten. Men Lowell Bergman upptäcker snart att i en värld där affärsintressen och profiten styr har sanningen ett högt pris. Om CBS News publicerar Jeffrey Wigands historia så hotas moderbolaget CBS, som är under försäljning till Westinghouse Electric Corporation, av stämning och sannolikt även fientligt uppköp av från Brown & Williamson. Ju mer sanning Wigand berättar, desto större monetär skada orsakas. Allt medan Jeffrey Wigands liv slås i spillror använder tobaksjätten sitt inflytande för att hindra sanningen att triumfera...

## Rollista (urval)
| Al Pacino           | – Lowell Bergman  |
| Russell Crowe       | – Jeffrey Wigand  |
| Christopher Plummer | – Mike Wallace    |
| Diane Venora        | – Liane Wigand    |
| Philip Baker Hall   | – Don Hewitt      |
| Lindsay Crouse      | – Sharon Tiller   |
| Debi Mazar          | – Debbie De Luca  |
| Stephen Tobolowsky  | – Eric Kluster    |
| Colm Feore          | – Richard Scruggs |
| Bruce McGill        | – Ron Motley      |
| Gina Gershon        | – Helen Caperelli |
| Michael Gambon      | – Thomas Sandefur |
| Rip Torn            | – John Scanlon    |
| Wings Hauser        | – Tobaksjurist    |

## Om filmen
The Insider regisserad av Michael Mann, som även skrev manuset tillsammans med Eric Roth, och är filmad i bildformatet cinemascope. Manuset bygger på en artikel The Man Who Knew Too Much ("mannen som visste för mycket") skriven av Marie Brenner som publicerades 1996 i Vanity Fair. Filmens inspelningsplatser inkluderar Louisville, Kentucky, San Francisco i Kalifornien, Pascagoula, New York samt Bahamas. Mississippis dåvarande attorney general, som deltog i den civilrättsliga process som delstaten drev mot tobaksbolagen och i vilken Jeffrey Wigand vittnade, har en cameoroll som sig själv.
Filmen var en kommersiell besvikelse då Joe Roth, dåvarande chefen för Disneys filmavdelning, inför releasen hade hoppats på ett mottagande av en bredare publik likt Alla presidentens män från 1976, men Roth uttryckte ändå stolthet över slutresultatet.

## Nomineringar
| År   | Pris   | Resultat  | Kategori                  | Person                                            | Not   |
| ---- | ------ | --------- | ------------------------- | ------------------------------------------------- | ----- |
| 2000 | Oscars | Nominerad | Bästa manliga huvudroll   | Russell Crowe                                     | [ 4 ] |
| 2000 | Oscars | Nominerad | Bästa foto                | Dante Spinotti                                    | [ 4 ] |
| 2000 | Oscars | Nominerad | Bästa regi                | Michael Mann                                      | [ 4 ] |
| 2000 | Oscars | Nominerad | Bästa klippning           | William Goldenberg, Paul Rubell, David Rosenbloom | [ 4 ] |
| 2000 | Oscars | Nominerad | Bästa film                | Michael Mann, Pieter Jan Brugge                   | [ 4 ] |
| 2000 | Oscars | Nominerad | Bästa ljud                | Andy Nelson, Doug Hemphill, Lee Orloff            | [ 4 ] |
| 2000 | Oscars | Nominerad | Bästa manus efter förlaga | Eric Roth, Michael Mann                           | [ 4 ] |

Filmen förlorade flest av sina Oscar nomineringar på Oscarsgalan 2000 mot American Beauty och The Matrix.